# Hamilton (Texas)
Hamilton es una ciudad ubicada en el condado de Hamilton en el estado estadounidense de Texas. En el Censo de 2010 tenía una población de 3.095 habitantes y una densidad poblacional de 389,5 personas por km².

## Geografía
Hamilton se encuentra ubicada en las coordenadas 31°42′13″N 98°7′6″O / 31.70361, -98.11833. Según la Oficina del Censo de los Estados Unidos, Hamilton tiene una superficie total de 7.95 km², de la cual 7.78 km² corresponden a tierra firme y (2.12%) 0.17 km² es agua.

## Demografía
Según el censo de 2010, había 3.095 personas residiendo en Hamilton. La densidad de población era de 389,5 hab./km². De los 3.095 habitantes, Hamilton estaba compuesto por el 94.51% blancos, el 0.68% eran afroamericanos, el 0.68% eran amerindios, el 0.45% eran asiáticos, el 0.03% eran isleños del Pacífico, el 2.84% eran de otras razas y el 0.81% pertenecían a dos o más razas. Del total de la población el 8.85% eran hispanos o latinos de cualquier raza.